# استر لدتسکا
استر لدتسکا (چکی: Ester Ledecká؛ (تلفظ چکی: [ˈɛstɛr ˈlɛdɛtska:]؛ زادهٔ ۲۳ مارس ۱۹۹۵) اسنوبردسوار اهل جمهوری چک است.